# Велико плаветнило
Велико плаветнило (енгл. The Big Blue) је први филм на енглеском језику француског редитеља Лик Бесона, о рониоцима на дах, који померају границе могућег у освајању морских дубина. Филм који обрађује теме посвећености, љубави, доказивања и такмичења, како против других тако и против самог себе, сниман на атрактивним локацијама Италије и Грчке.